# Licensed to Ill
A Licensed to Ill a Beastie Boys debütáló nagylemeze. Ez volt az első hiphop-album, amely vezette a Billboard 200 listát, ugyanakkor ez volt a Columbia Records legkeresettebb debütáló albuma, világszerte kilencmillió példányban kelt el.
2003-ban 217. lett a Rolling Stone magazin Minden idők 500 legjobb albuma listáján. Szerepel az 1001 lemez, amit hallanod kell, mielőtt meghalsz című könyvben.

## Az album dalai
|     | Cím                                          | Szerző(k)                           | Hossz |
| --- | -------------------------------------------- | ----------------------------------- | ----- |
| 1.  | Rhymin & Stealin                             | Beastie Boys, Rick Rubin            | 4:08  |
| 2.  | The New Style                                | Beastie Boys, Rubin                 | 4:36  |
| 3.  | She's Crafty                                 | Beastie Boys, Rubin                 | 3:35  |
| 4.  | Posse in Effect                              | Beastie Boys, Rubin                 | 2:27  |
| 5.  | Slow Ride                                    | Beastie Boys, Rubin                 | 2:56  |
| 6.  | Girls                                        | Beastie Boys, Rubin                 | 2:14  |
| 7.  | (You Gotta) Fight for Your Right (To Party!) | Beastie Boys, Rubin                 | 3:28  |
| 8.  | No Sleep till Brooklyn                       | Beastie Boys, Rubin                 | 4:07  |
| 9.  | Paul Revere                                  | Horovitz, McDaniels, Rubin, Simmons | 3:41  |
| 10. | Hold It, Now Hit It                          | Beastie Boys, Rubin                 | 3:26  |
| 11. | Brass Monkey                                 | Beastie Boys, Rubin                 | 2:37  |
| 12. | Slow and Low                                 | McDaniels, Rubin, Simmons           | 3:38  |
| 13. | Time to Get Ill                              | Beastie Boys, Rubin                 | 3:37  |

## Közreműködők
- Beastie Boys – együttes, producer
- Joe Blaney – keverés
- Steven Ett – hangmérnök
- Kerry King – szólógitár a No Sleep till Brooklyn és Fight for Your Right dalokon
- Rick Rubin – producer
- Howie Weinberg – mastering
- Steve Byram – művészeti vezető
- Sunny Bak – fényképek
- World B. Omes (David Gambale) – borító